# Château d'Eger
Le château d'Eger (en hongrois : egri vár) est une ancienne forteresse dominant la vieille-ville d'Eger. Il était l'un des hauts lieux du siège d'Eger conduit en 1552 par l'armée ottomane.